# Jan Potocki
Jan Potocki (n. 8 martie 1761, Pîkiv, Polonia-Lituania – d. 1815, Uladivka, Imperiul Rus) a fost un scriitor de limbă franceză, călător, istoric, om politic și primul arheolog polonez.

## Lucrări scrise
- Manuscrisul găsit la Saragosa

### Adaptări
- Manuscrisul găsit la Saragosa (film)
- Saragosa - 66 de zile, piesă de teatru de Alexandru Dabija
- Agadah (film din 2017)